# Eva Rossmann

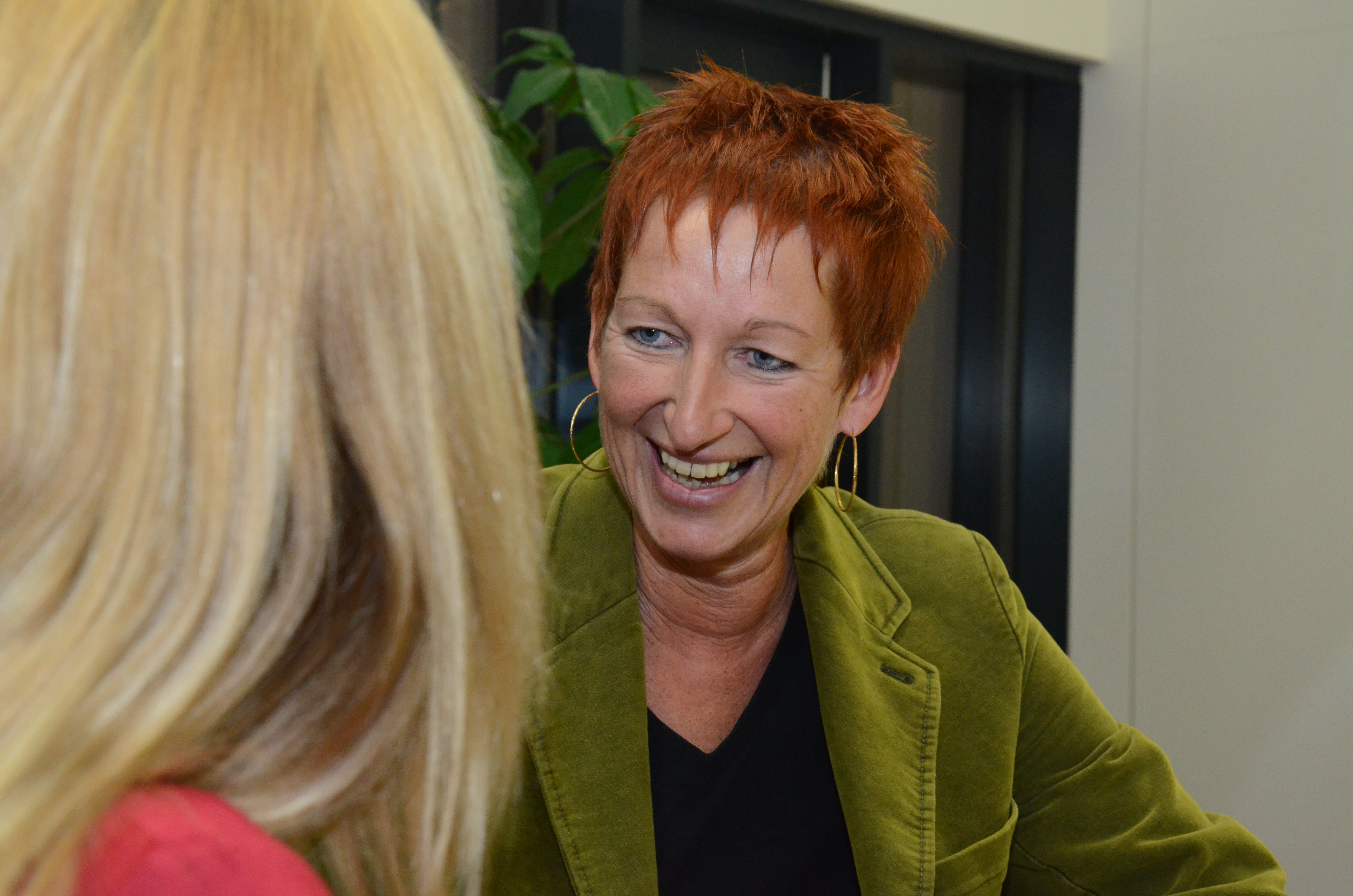
Eva Rossmann anlässlich einer Lesung in Ansfelden 2012

Eva Rossmann (* 1. Jänner 1962 in Graz) ist eine österreichische Schriftstellerin, Journalistin, Feministin, Verfassungsjuristin und Köchin.

## Leben
Rossmann studierte in Graz bis zum vorletzten Semester Jus. Bei einem Aufenthalt in Wien während der Semesterferien entschied sie sich – „zum Entsetzen meiner Eltern“ – ihr Studium hier abzubrechen und nach Wien zu übersiedeln. Das Studium der Rechtswissenschaften schloss sie an der juridischen Fakultät der Universität Wien mit der Promotion ab und erreichte damit den akademischen Grad Dr.in juris.

### Juristin und Journalistin
Ihre Karriere begann Rossmann drei Tage nach ihrer Matura als freie Mitarbeiterin im ORF-Landesstudio Steiermark. Nach Studienabschluss wurde sie Verfassungsjuristin im österreichischen Bundeskanzleramt. Nach eigenen Angaben waren ihr allerdings die bürokratischen und hierarchischen Abläufe auf Dauer zu irritierend, worauf sie sich dem politischen Journalismus zuwandte und zunächst als freie Journalistin beim ORF-Hörfunk und bei der Neuen Zürcher Zeitung tätig war. Von 1989 bis 1994 leitete sie die Wiener Redaktion der Oberösterreichischen Nachrichten, seither arbeitet Eva Rossmann als freiberufliche Autorin. Sie war mehrere Jahre lang eine der Moderatorinnen der ORF-Talkshow Club 2 und sie war im ORF Radio auf Österreich 1 (Ö1) Gastgeberin der Sonntagmorgen-Sendung Cafè Sonntag. Viele Jahre lang schrieb sie regelmäßig im Magazin A la Carte zu den Themen Kochen und Gastronomie.

### Feminismus und Politik
1997 war die Feministin Rossmann Mitinitiatorin des Ersten Österreichischen Frauenvolksbegehrens. Das breite Frauenbündnis wurde von 644.665 Menschen unterzeichnet. 1998 unterstützte und koordinierte sie die Kandidatur der unabhängigen Kandidatin Gertraud Knoll beim Bundespräsidentschaftswahlkampf. Selbst bezeichnet sie sich als sehr politischen Menschen und gehört keiner politischen Partei an, jedoch sympathisiert sie meistens mit den Grünen und „findet, dass man Politik nicht nur den BerufspolitikerInnen überlassen darf“.
Als Autorin schrieb Rossmann ab 1995 Sachbücher zu Frauenthemen und Feminismus.

### Krimiautorin
Nach dem Präsidentschaftswahlkampf mit Gertraud Knoll entschied sie sich, ihre Erfahrungen nicht in einem weiteren Sachbuch, sondern in einem Kriminalroman zu verarbeiten.

„Ich wollte es mir einfach gönnen, einen Krimi zu schreiben, um in einer anderen Form, die mir selbst sehr sympathisch ist, etwas zu erzählen. Es war relativ schnell klar, dass ich keine Berufsdetektivin als Hauptfigur wollte. Da ich selber Journalistin war, und Journalistinnen bald irgendwo hineingeraten können, war auch das schnell entschieden.“

1999 erschien mit Wahlkampf ihr erster Kriminalroman rund um die damalige Lifestyle-Journalistin Mira Valensky und ihre Putzfrau Vesna Krajner. Im Laufe der bisher 22 Bände entwickelte sich Mira Valensky zur Chefreporterin einer populären Wochenzeitung und später zur engagierten Online-Journalistin. Vesna Krajner führt ein gutgehendes Reinigungsunternehmen, betreibt daneben aber auch detektivische Nachforschungen aller Art.
Jeder Band der Krimiserie, die mit zahlreichen Preisen ausgezeichnet wurde und sich regelmäßig in den österreichischen Bestsellerlisten findet, beschäftigt sich mit einem aktuellen gesellschaftlichen oder gesellschaftspolitischen Thema. Ein wesentliches Element ihrer Kriminalromane sind umfangreiche Recherchen Rossmanns an den Orten der Handlung, zuerst meist in Wien und dem Weinviertel, aber auch in Vietnam, der Karibik, New York und immer öfter auch in Sardinien. Für ihren Roman Ausgekocht arbeitete sie zu Recherchezwecken im Gasthaus „Zur Alten Schule“ von Haubenkoch Manfred Buchinger mit. Dabei fand sie so großen Gefallen am Kochen, dass sie dort die Kochlehre absolvierte und 2004 den Lehrabschluss zur staatlich geprüften Köchin machte. Seither kocht sie in Buchingers Lokal mit, wann immer es ihre Zeit erlaubt. Ihre Liebe zum Kochen und Essen hat sie auf ihre Hauptfigur Mira Valensky übertragen.
Für die Fernsehserie SOKO Kitzbühel schrieb sie zwischen 2005 und 2011 sechs Drehbücher.

### Privat
1990 übersiedelte Eva Rossmann in das Weinviertel in Niederösterreich. Sie ist mit dem pensionierten ORF-Radio-Redakteur (Ö1) Ernest Hauer verheiratet. Sie leben in Auersthal.

## Werke

### Sachbücher
- Unter Männern. Frauen im österreichischen Parlament. Folio, Wien 1995, ISBN 3-85256-030-6.
- Heim an den Herd? – Sparpaket, Arbeitsplatzmangel, konservative Trends und was Frau dagegen tun kann. Folio, Wien 1996, ISBN 3-85256-051-9.
- Die Angst der Kirche vor den Frauen. Folio, Wien 1996, ISBN 3-85256-052-7.
- Frauensache – Ein Ratgeber. Folio, Wien 1997, ISBN 3-85256-060-8.
- Ganz normale Frauen – 14 Frauen erzählen aus ihrem Leben. Zsolnay, Wien 1998, ISBN 3-552-04905-3.
- Go media! Öffentlichkeitsarbeit und Kampagnenplanung. ÖGB-Verlag, Wien 2000, ISBN 3-7035-0788-8.

### Kriminalromane
- Wahlkampf. Folio, Wien/Bozen 1999, ISBN 3-85256-117-5.
- Ausgejodelt. Folio, Wien/Bozen 2000, ISBN 3-85256-139-6.
- Freudsche Verbrechen. Folio, Wien/Bozen 2001, ISBN 3-85256-163-9.
- Kaltes Fleisch. Folio, Wien/Bozen 2002, ISBN 3-85256-220-1.
- Ausgekocht. Folio, Wien/Bozen 2003, ISBN 3-85256-251-1.
- Karibik – all inclusive. Folio, Wien/Bozen 2004, ISBN 3-85256-283-X.
- Wein & Tod. Folio, Wien/Bozen 2005, ISBN 3-85256-311-9.
- Verschieden. Folio, Wien/Bozen 2006, ISBN 3-85256-345-3.
- Millionenkochen. Folio, Wien/Bozen 2007, ISBN 978-3-85256-378-7.
- Russen kommen. Folio, Wien/Bozen 2008, ISBN 978-3-85256-444-9.
- Leben lassen. Folio, Wien/Bozen 2009, ISBN 978-3-85256-496-8.
- Evelyns Fall. Folio, Wien/Bozen 2010, ISBN 978-3-85256-528-6.
- Unterm Messer. Folio, Wien/Bozen 2011, ISBN 978-3-85256-575-0.
- Unter Strom. Folio, Wien/Bozen 2012, ISBN 978-3-85256-605-4.
- Männerfallen. Folio, Wien/Bozen 2013, ISBN 978-3-85256-629-0.
- Alles rot. Folio, Wien/Bozen 2014, ISBN 978-3-85256-648-1.
- Fadenkreuz. Ein Mira-Valensky-Krimi. Folio, Wien/Bozen 2015, ISBN 978-3-85256-668-9.
- Gut, aber tot. Ein Mira-Valensky-Krimi. Folio, Wien/Bozen 2016, ISBN 978-3-85256-698-6.
- Im Netz. Ein Mira-Valensky-Krimi. Folio, Wien/Bozen 2018, ISBN 978-3-85256-752-5.
- Heißzeit 51. Ein Mira-Valensky-Krimi. Folio, Wien/Bozen 2019, ISBN 978-3-85256-789-1.
- Vom schönen Schein: Mörderische Geschichten. Folio, Wien/Bozen 2020, ISBN 978-3-85256-816-4.
- Tod einer Hundertjährigen: Ein Mira-Valensky-Krimi. Folio, Wien/Bozen 2022, ISBN 978-3-85256-862-1.
- Fine Dying: Ein Mira-Valensky-Krimi. Folio, Wien/Bozen 2023, ISBN 978-3-85256-887-4.
- Alles Gute: Ein Mira-Valensky-Krimi. Folio, Wien/Bozen 2024, ISBN 978-3-85256-903-1.
- Wer fastet, stirbt länger. Kulinarische Kurzkrimis. Folio, Wien/Bozen 2025, ISBN 978-3-85256-920-8.

### Romane
- Krummvögel. Limbus, Innsbruck 2013, ISBN 978-3-902534-72-9.
- Patrioten. Folio, Wien/Bozen 2017, ISBN 978-3-85256-725-9.
- Vom schönen Schein. Mörderische Geschichten. Folio, Wien/Bozen 2020, ISBN 978-3-85256-816-4.

### Hörbücher
- Unter Strom. Sprecherin: Eva Rossmann. Mono Verlag, Wien 2013, ISBN 978-3-902727-23-7.
- Silvia Vas liest Eva Rossmann: „Wein & Tod.“ Ein Mira-Valensky-Krimi. Regie: Kati Schaefer. Lübbe audio, Bergisch Gladbach 2007, ISBN 978-3-7857-3437-7.
- Freudsche Verbrechen. Sprecherin: Irma Wagner. Lübbe Audio, Bergisch Gladbach 2003

### Sonstiges
- Mira kocht. Folio, Wien/Bozen 2007, ISBN 978-3-85256-358-9 (Kochbuch, welches Rezepte, die in den Kriminalromanen vorkommen, beinhaltet).

Eva Rossmann veröffentlichte zahlreiche Kurzgeschichten und Beiträge in Anthologien. Unter anderem bei:
- Leise rieselt der Schnee. Hrsg. Gisa Klönne. Ullstein 2003, ISBN 3-548-25787-9. (Beitrag: Jingle Bells – Weihnachten unter karibischen Palmen und mit viel Styropor.)
- Jugend Sucht Sinn. Hrsg. BAWAG. Ueberreuter, Wien 2004, ISBN 3-8000-7069-3. (Beitrag: Die Heldinnentat – Eine fast ganz normale Lehrlings-Geschichte.)
- Tatort Wien. Hrsg. Edith Kneifl. Milena-Verlag 2004, ISBN 3-85286-124-1. (Beitrag: Wiener Kugel, mitten ins Herz.)
- Aus der Tiefe des Traumes! Hrsg. Literaturhäuser.net. Luchterhand 2006, ISBN 3-630-62090-6. (Beitrag: Im Untergrund.)
- Von Bijeljina nach Eibesthal. Eine Studie zur Situation der Roma im niederösterreichischen Weinviertel. Hrsg. Ines Kälin Schreiblehner. Herwig Schinnerl, AVM 2010, ISBN 978-3-89975-376-9. (Beitrag: Vorwort)
- Die sieben Leben der Marie Schwarz, mit Vea Kaiser, Gertraud Klemm, Lydia Mischkulnig, Angelika Reitzer, Cornelia Travnicek und Doris Knecht, Molden/Styria 2020, ISBN 978-3-222-15043-2.

## Auszeichnungen
- 2000: Kommunikatorin des Jahres, verliehen vom Public Relations Verband Austria[3]
- 2013: Großer Josef-Krainer-Preis
- 2014: Leo-Perutz-Preis für Männerfallen
- 2023: Ehrenzeichen der Stadt Graz in Gold[7]
- 2023 wurde ihr der mit 11.000 Euro dotierte Würdigungspreis des Landes Niederösterreich für Literatur zuerkannt, den sie aufgrund des Inkrafttretens des Gendererlasses der Landesregierung Mikl-Leitner III ablehnte.[8][9]
- 2024 Österreichischer Krimipreis[10]